# Lynd Ward
Lynd Kendall Ward (* 26. Juni 1905; † 28. Juni 1985) war ein amerikanischer Künstler und Autor. Lynd Ward illustrierte etwa 200 Kinderbücher und Bücher für Erwachsene. Er war ein Vater der graphic novel, der Geschichten ohne Worte nur durch seine Holzschnittkunst erzählte. Ward benutzte aber auch andere Techniken, wie Tusche, Aquarell und Öl, stellte Lithographien her und fertigte Radierungen in der  Mezzotinto-Technik.

## Leben
Ward wuchs in Illinois, Massachusetts und New Jersey auf. Sein Vater war der Methodisten-Prediger und bekannte Politiker Harry F. Ward. Lynd Ward wusste angeblich schon früh, dass er Künstler werden würde, als er merkte, dass sein Name rückwärts gelesen zeichnen (draw) hieß. Er studierte Kunsterziehung an der Columbia-Universität in New York. Er lernte dort seine zukünftige Frau May McNeer kennen. Sie heirateten nach dem Studienabschluss (1926) und verlebten ihr erstes Ehejahr in Europa, wo Ward Drucktechnik und Buchgestaltung bei Hans Alexander Müller an der Kunsthochschule Leipzig lernte. Er sah ein Buch des belgischen Holzschneiders und Illustrators Frans Masereel und übernahm dessen Idee, Geschichten ohne Worte zu erzählen. Wards erstes Buch, der rein grafische Roman Gods’ Man erschien im Oktober 1929 in der Woche des Börsenzusammenbruchs. Der Mann oder Der Mensch der Götter war eine rein visuelle Geschichte, die vollständig durch Holzschnitte realisiert wurde. Insgesamt stellte er sechs solcher Holzschnittbücher her, das letzte und aufwendigste war Vertigo (1937).
Ward benutzte verschiedene Techniken, um über einhundert Kinderbücher zu illustrieren, von denen einige mit seiner Frau May McNeer entstanden. Ward war später ein gefragter Illustrator für den Heritage Buchklub (ab 1938), der Klassikerausgaben produzierte (Heritage Limited Editions Club). Ward machte in seinen Arbeiten aus seinen sozialistischen Überzeugungen keinen Hehl und handelte auch nach diesen. Er gründete 1932, mitten in der Großen Depression, die Verlagskooperative Equinox Cooperative Press.
Ward war ein Mitglied der Society of Illustrators und der Society of American Graphic Arts. 1958 wurde Lynd Ward zum Vollmitglied (NA) der National Academy of Design gewählt. Er erhielt eine ganze Reihe von Auszeichnungen, darunter den Library of Congress Award für Holzschnitt, die Caldecott Medal und eine Auszeichnung für herausragende Leistungen in der Sparte Kinderbuch von der Rutgers University (Distinguished Contribution to Children's Literature). Sechs seiner Bücher erhielten die Newbery Honor Medal und zwei eine einfache Newbery Medal. Ward zog sich 1979 nach Reston, Virginia zurück. Er starb am 28. Juni 1985.

## Bücher ohne Worte

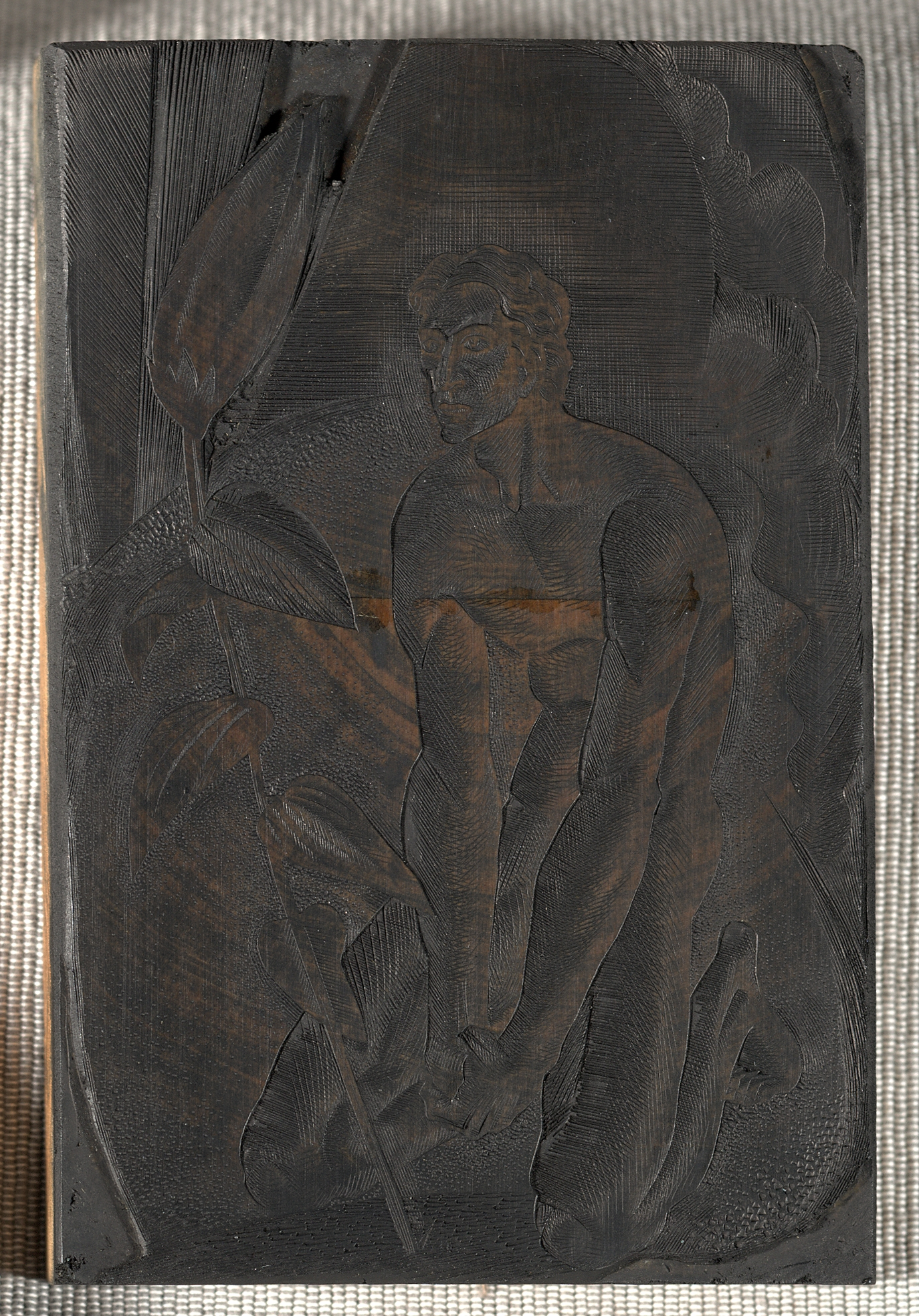
Ein Holzschnitt von Lynd Ward; Tafel 29 in Prelude to a Million Years

In seinem ersten Buch, Gods’ Man (1929), vermischte er Jugendstil und Expressionismus, um von den Mühen des Künstlers mit seiner Kunst zu erzählen, den trügerischen Verlockungen von Geld und Ruhm, denen er nur durch das Erreichen einer neuen Unschuld entkommen kann. Dieses Buch war zugleich eine Verbeugung vor Frans Masereel und Otto Nückel. Es übte einen andauernden Einfluss aus, so etwa auf Allen Ginsberg.
Die Holzschnittbücher
- Gods' Man (1929)
- Madman's Drum (1930)
- Wild Pilgrimage (1932)
- Prelude to a Million Years (1933)
- Song Without Words (1936)
- Vertigo (1937)

Für diese Holzschnittbücher, die der Verlag Monsieur Toussaint Louverture unter dem Titel L'Éclaireur veröffentlicht hat, hat er am 29. Januar 2021 beim 48. Festival International de la Bande Dessinée d’Angoulême den Preis Prix du Patrimoine erhalten.
In seinem Nachlass befand sich noch ein weiteres, unvollendetes Buch und seine 26 Holzschnitte (von vorgesehenen 44) wurden als Lynd Ward's Last, Unfinished, Wordless Novel (2001) veröffentlicht.
Er hat auch ein Kinderbuch in Grautönen ohne Worte gemalt, The Silver Pony (1973). In diesem Buch gibt es afroamerikanische und auch indianische Figuren.

## Weitere Arbeiten
Wards Holzschnitte illustrierten auch Alec Waughs Reisebericht Hot Countries und eine Ausgabe von Mary Shelleys Frankenstein.
Das von ihm illustrierte Kinderbuch The Biggest Bear erhielt 1953 die Caldecott Medal (The Biggest Bear)
Weitere bekannte Arbeiten Wards sind seine Bilder für Esther Forbes’ Johnny Tremain und The Little Red Lighthouse and the Great Gray Bridge (Text Hildegarde Swift) (1942).
Ward klagte den Rassismus an. In Wild Pilgrimage stellte er die Lynchjustiz dar, und seine politische Sympathie für die Afroamerikaner zeigt sich deutlich in den Arbeiten für North Star Shining: A Pictorial History of the American Negro, von Hildegarde Hoyt Swift (1947).

## Nachwirken
Zu den Arbeiten von Lynd Ward schrieb der amerikanische Comiczeichner und -theoretiker Art Spiegelman „ein paar tausend Wörter über sechs Bücher die kein einziges enthalten“. Das Essay wurde von Andreas Platthaus übersetzt und in der FAZ gedruckt.

## Werkausgaben
1972 erschienen alle sechs Holzschnitt-Bücher unter dem Titel Storyteller Without Words bei Abrams. Ward brach seine übliches Schweigen und versah die Bücher mit kurzen Einleitungen.
- Lynd Ward, Six Novels in Woodcuts, Library of America ISBN 978-1598530827